# Joseph et Édouard Ravel
Joseph et Édouard Ravel war ein französischer Hersteller von Automobilen.

## Unternehmensgeschichte
Das Unternehmen aus Neuilly-sur-Seine begann 1901 unter der Leitung von Joseph Ravel und seinem Sohn Édouard Ravel mit der Produktion von Automobilen. Der Markenname lautete Ravel. 1902 endete die Produktion nach nur wenigen hergestellten Exemplaren. Louis Ravel, ein Cousin von Édouard Ravel, stellte zur gleichen Zeit im gleichen Ort ebenfalls Automobile unter der Marke Ravel her. 1923 gründeten Édouard Ravel und Louis Ravel in Besançon Automobiles Ravel.

## Fahrzeuge
Das einzige Modell war mit einem Zweizylinder-Zweitaktmotor ausgestattet. Der Motor leistete 15 PS.